# Sajmaluu-Taš
Sajmaluu-Taš (Kirgizisch: Саймалуу-Таш) is een nationaal park in het district Toguz-Toro van de regio Dzjalal-Abad in Kirgizië. Het werd opgericht in 2001 en is gevestigd in het gelijknamige gebied in de vallei van de rivier de Kurart, ten zuiden van het dorp Kazarman. Het heeft een oppervlakte van 32.000 hectare. De beschermde objecten zijn de unieke natuurlijke complexen van het Kurart-gebied en talrijke rotstekeningen van grote culturele en historische waarde.

## Petrogliefen
De rotstekeningen werden in 1902 ontdekt door militair topograaf N.G. Chloedov. Het eerste onderzoek werd in 1903 uitgevoerd door leden van de Tasjkentse Kring van Archeologieliefhebbers. De locatie werd op verschillende tijdstippen bestudeerd door I.G. Poslavski, B. M. Zima, G.A. Pomaskina en andere wetenschappers. Een gedetailleerde beschrijving van de rotstekeningen werd gegeven door Aleksandr Bernsjtam, die de resultaten publiceerde in het tijdschrift Sovjetskaja etnografija. Sinds 1991 werd de studie ervan uitgevoerd door een expeditie van het Instituut voor Geschiedenis van de Nationale Academie van Wetenschappen van de Kirgizische Republiek onder leiding van Kaditsa Tasjbajeva. 

In totaal zijn er meer dan 90.000 tekeningen ontdekt, die dateren uit verschillende historische periodes. De eerste groep bestaat uit ongeveer 10.000 tekeningen, die dateren uit het 3e en 2e millennium v.Chr. en behoren tot de koper- en bronstijd. Op de stenen zijn (in geometrische stijl, dat wil zeggen met rechthoeken of driehoeken) wilde dieren, jachttaferelen en landbouwscènes afgebeeld. De tweede groep afbeeldingen dateert uit het eerste millennium v.Chr., de vroege ijzertijd. Deze tekeningen zijn minder gedetailleerd, er overheersen zoömorfische thema’s en sommige zijn gemaakt in de beroemde Scythisch-Siberische dierenstijl. De derde groep tekeningen dateert uit het eerste millennium na Christus.

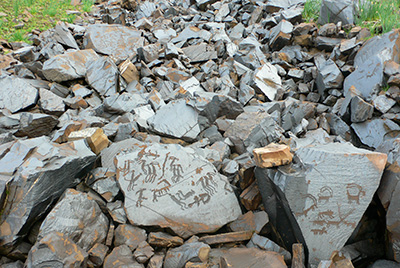
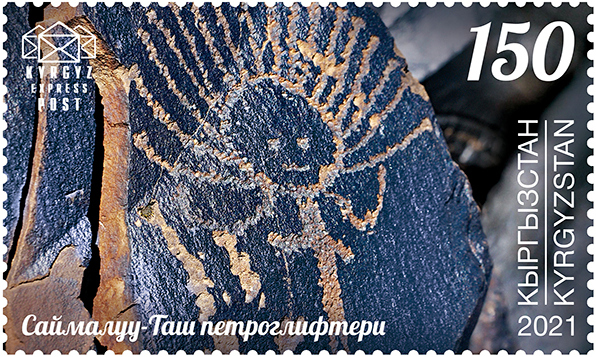
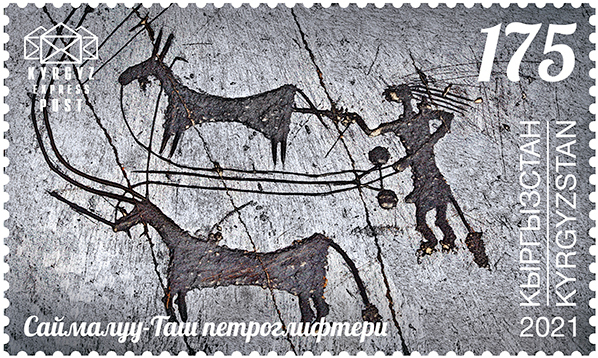